# Gigi Silveri
Gigi Silveri, gespeeld door actrice Kelsey Chow, is een personage uit de televisieserie One Tree Hill.

## Seizoen 3
Gigi verschijnt voor het eerst als de enige student die Jimmy Edwards wil vervangen als commentator bij de basketbalwedstrijden van de Ravens. Haar collega hierbij is Mouth McFadden. Hier maakte ze het hem altijd ongemakkelijk vanwege haar openbare fysieke aantrekking tot de basketbalspelers.

## Seizoen 4
Gigi wil uitgaan met Mouth en ze krijgen ook snel een relatie. Wanneer Gigi echter beseft dat ze geen relatie op afstand wil, maakt ze het uit met Mouth. Mouth kan dit moeilijk accepteren, maar ziet in dat Gigi vrienden van haar eigen leeftijd moet maken.